# Paillé (miejscowość)
Paillé – miejscowość i gmina we Francji, w regionie Nowa Akwitania, w departamencie Charente-Maritime.
Według danych na rok 1990 gminę zamieszkiwały 333 osoby, a gęstość zaludnienia wynosiła 27 osób/km² (wśród 1467 gmin regionu Poitou-Charentes Paillé plasuje się na 685. miejscu pod względem liczby ludności, natomiast pod względem powierzchni na miejscu 709.).